# Taverivka, Ciutove
Taverivka (în ucraineană Таверівка) este localitatea de reședință a comunei Taverivka din raionul Ciutove, regiunea Poltava, Ucraina.

## Demografie
Componența lingvistică a localității Taverivka
     Ucraineană (93,2%)
     Rusă (3,15%)
     Alte limbi (0,66%)
Conform recensământului din 2001, majoritatea populației localității Taverivka era vorbitoare de ucraineană (93,2%), existând în minoritate și vorbitori de rusă (3,15%) și armeană (2,82%).